# E-Book-Reader

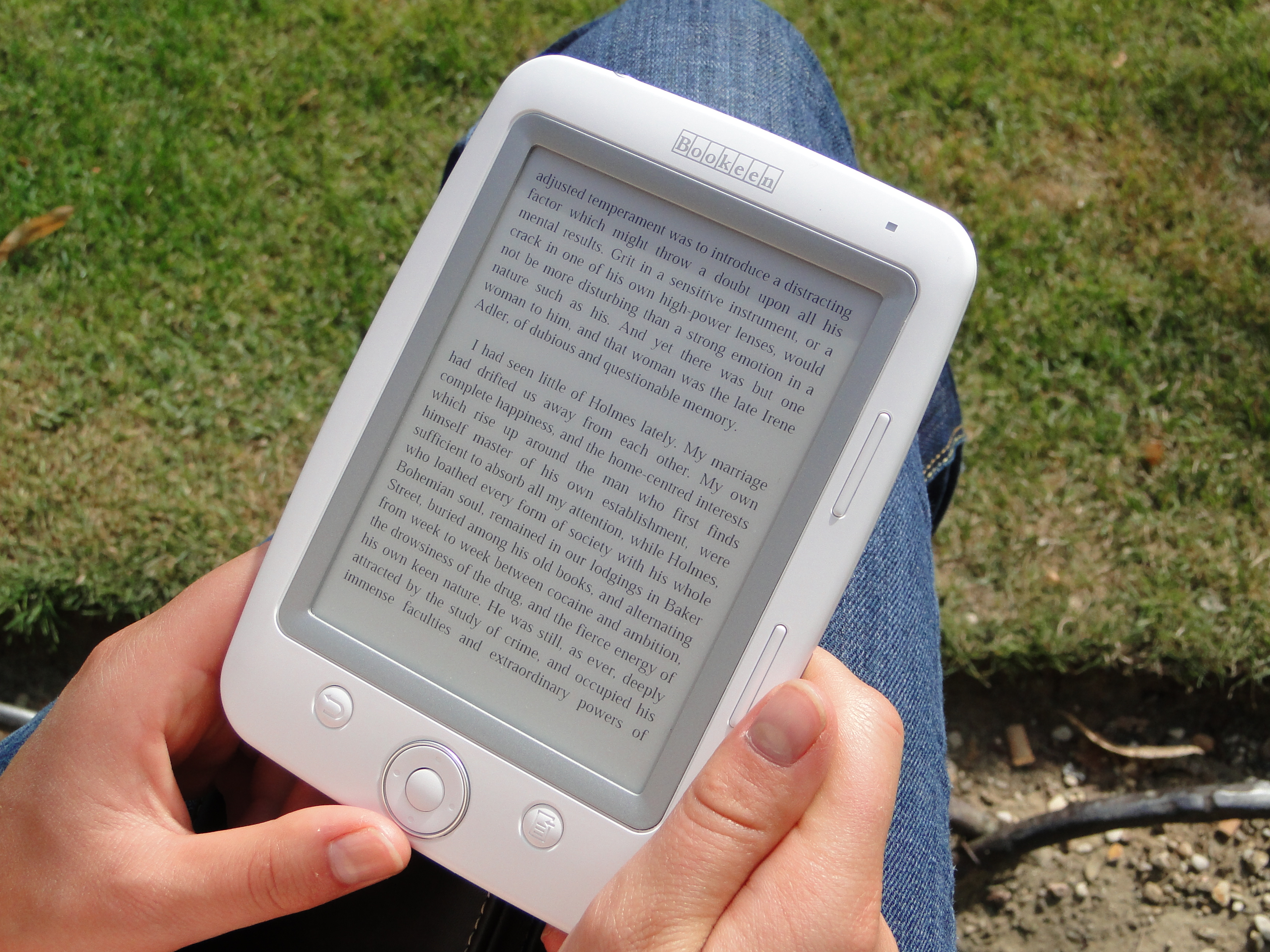
E-Book-Reader in Anwendung

Ein E-Book-Reader (auch E-Reader) ist ein tragbares Lesegerät für elektronisch gespeicherte Buchinhalte (E-Books). Es handelt sich um spezialisierte Geräte, die elektronisches Papier zur Anzeige verwenden. Es lassen sich mit entsprechender Software jedoch auch Smartphones, Tablet-Computer und PCs als E-Book-Reader nutzen.

## Geschichte

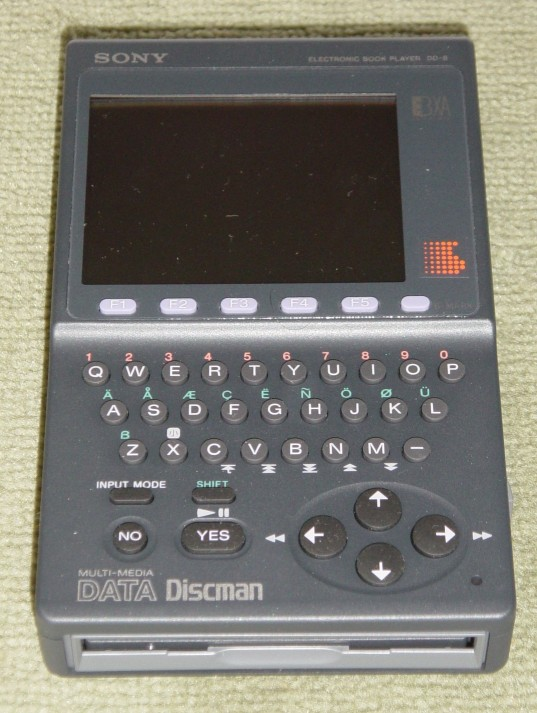
Sony DD8 Data Discman

Sony brachte 1990 (Japan) bzw. 1991 (USA und andere Länder) den Data Discman auf den Markt. Dieses als Electronic Book bezeichnete Gerät konnte Mini-CD-ROMs (ø acht Zentimeter) im sogenannten EBG-Standard lesen. Der Data Discman benötigt für die CDs Caddys, die an 3,5″-Disketten erinnerten und zusammen mit den E-Book-CDs geliefert wurden. Das monochrome Display konnte Text mit 32 × 10 Zeichen und Grafik mit 256 × 160 Pixeln anzeigen; diese Darstellung stand auch an einem Videoausgang zur Verfügung. Für den Data Discman erschienen vor allem Nachschlagewerke. Bertelsmann veröffentlichte kompatible E-Books namens BEE-Book.
1999 brachte die Firma NuvoMedia den E-Book-Reader Rocket eBook auf den amerikanischen Markt, damals noch mit konventioneller LCD-Technik. Das Gerät war kommerziell nicht erfolgreich, woraufhin die E-Book-Reader bis 2007 wieder aus der allgemeinen Aufmerksamkeit verschwanden.
Ende 2003 entwickelten Studenten des Berliner Institute of Electronic Business erstmals die Idee, Mobiltelefone als Reader einzusetzen. In einem Pilotprojekt in Zusammenarbeit mit der Firma EDS Global Industries wurde ein Reader für über WAP bereitgestellte Bücher entwickelt und veröffentlicht. Kurze Zeit später wurde ein erster Reader für java-fähige Mobiltelefone bereitgestellt, die Bücher wurden im JAR-Format auf einer Webseite kostenfrei zum Download angeboten. Aus dieser Initiative ging die Handybibliothek hervor, die über eine Webseite die Generierung von TXT-Dateien im JAR-Format erlaubt. Diese können dann auf jedem java-fähigen Mobiltelefon gelesen werden.
Nach einigen ähnlich gescheiterten Versuchen veröffentlichte Sony 2004 das Lesegerät Librié EBR-1000EP für 40.000 Yen (rund 300 Euro) auf dem japanischen Markt. Dem Gerät gelang der Durchbruch als Alternative zumindest für Taschenbücher. Zu den Gründen dafür gehörten geringe Größe und Gewicht (so leicht und kaum größer als ein japanisches Standard-Taschenbuch) sowie der Bildschirm mit elektronischem Papier (Hersteller: E-Ink), dessen feine Darstellung sich für die komplexe japanische Schrift gut eignet. Auch wurde es mit einer massiven Werbekampagne in Zügen, dem Haupt-Leseort der Japaner, beworben. Das Blättern war mit Pfeiltasten möglich; der Kontrast war allerdings deutlich geringer als bei Papierschrift (schwarz auf weiß). Im Vergleich zu einem aufgeschlagenen Buch war das Netto-Lesedisplay relativ klein.
2006 gab es etliche Neuerscheinungen auf dem Markt, die speziell als E-Book-Reader konzipiert waren und auf elektronischem Papier der Firma E-Ink aufbauten, insbesondere der iLiad der Firma iRex Technologies, der Sony Reader (Nachfolger des Librie) und von Jinke Electronics die Geräte Hanlin V2 und V8. 2007 lieferte der französische Hersteller Bookeen das Lesegerät Cybook Gen3.
Im November 2007 brachte das US-amerikanische Unternehmen Amazon das Gerät Kindle auf den US-Markt. Eines der Schlüsselmerkmale des Gerätes war seine direkte Anbindung per WLAN oder Mobilfunk an den Onlineshop des Herstellers. Ab 21. April 2011 wurde das Gerät auch in Deutschland angeboten.
Im Jahr 2009 brachten weitere Konzerne E-Book-Reader auf den Markt (Sony, Samsung, Barnes and Noble) oder kündigten eigene Entwicklungen entsprechender Geräte an (Vodafone, News Corp, Bridgestone). 2010 wurde auch vom Hersteller TrekStor ein E-Book-Reader auf den Markt gebracht.
Mittlerweile vertreiben auch in Deutschland ansässige Buchhändler wie etwa Weltbild oder Thalia eigene (Tolino) sowie fremde E-Book-Reader-Modelle mit Anbindung an den jeweiligen Onlineshop.

## Technik

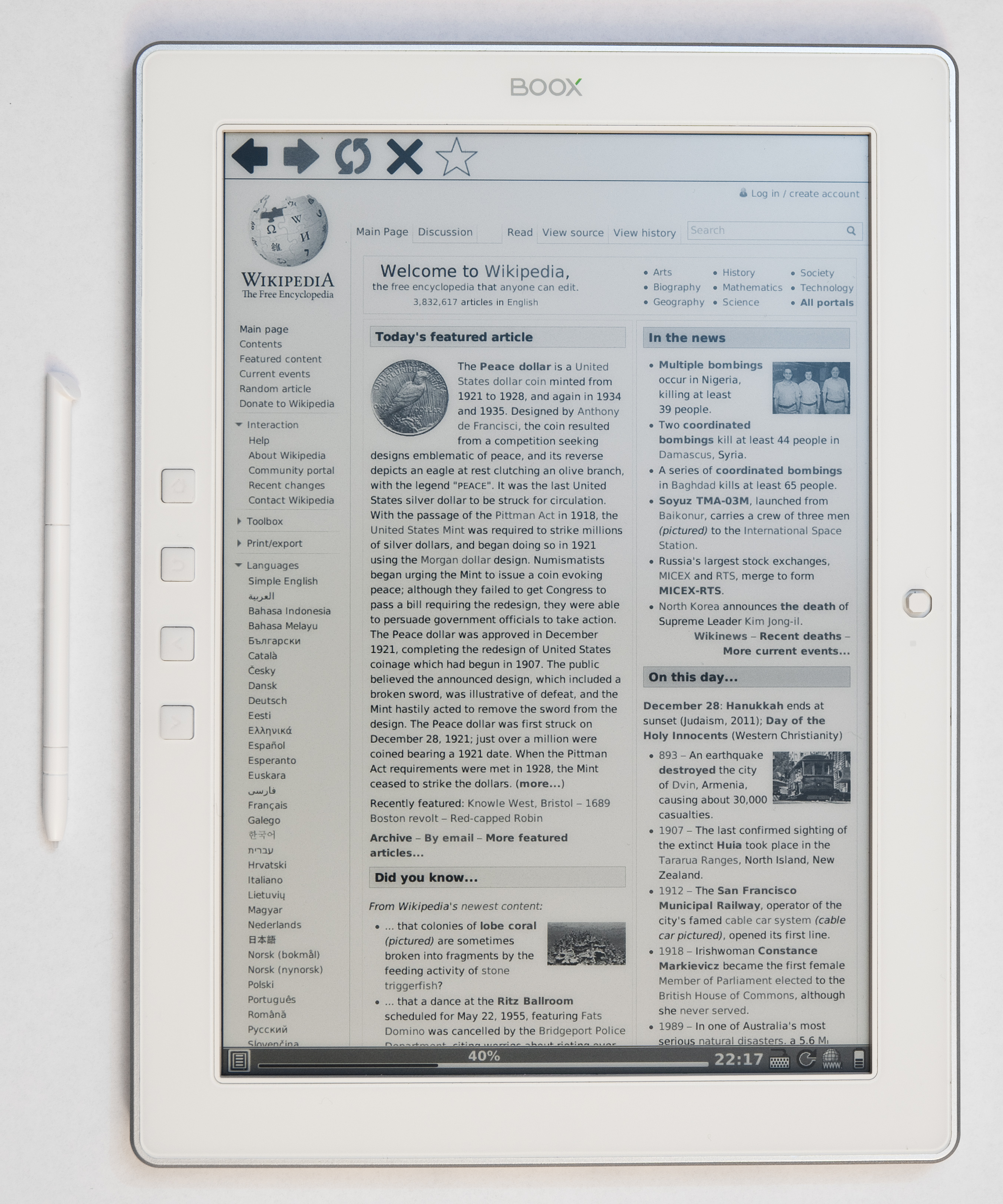
Ein großformatiger E-Book-Reader mit einer Bildschirmdiagonale von Zoll.

E-Book-Reader besitzen gewöhnlich ein Display mit einer Diagonale zwischen 12,7 und 25,4 Zentimeter (5 bis 10 Zoll), welches meist mit einer sehr kontrastreichen Anzeigetechnik auf Basis von elektronischem Papier von Herstellern wie E-Ink oder SiPix ausgestattet ist. Diese benötigt im Gegensatz zu gewöhnlichen LCD-Anzeigen keine aktive Hintergrundbeleuchtung und bietet so ein sehr gut lesbares Schriftbild mit hoher Auflösung, das die Augen kaum anstrengt, auch bei direkter Sonneneinstrahlung sehr gut lesbar bleibt und an das gewohnte Schriftbild von bedrucktem Papier erinnert. Inzwischen werden Punktdichten von über 200 ppi erreicht, was in etwa der Qualität von Abbildungen in Tageszeitungen entspricht; jedoch können durch (meist 16) Grauabstufungen Treppeneffekte weiter reduziert werden; siehe auch Vergleich zu Bildschirmen und Papier.
Elektronisches Papier enthält eine klare Flüssigkeit, in der negativ geladene Mikropartikel in schwarzer Farbe und positiv geladene Mikropartikel in weißer Farbe enthalten sind. Durch einmaliges Anlegen einer elektrischen Spannung können die Mikropartikel systematisch angeordnet werden. Zum Aufrechterhalten des Bildes ist so keinerlei Energie nötig, theoretisch bleibt das einmal hergestellte Bild über Wochen erhalten. Da einige andere Komponenten des E-Readers jedoch ebenfalls – wenn auch minimale – Strommengen benötigen, ist die Akkulaufzeit meist nur theoretisch im Bereich von Wochen und Monaten anzusiedeln.
Die Entwicklung in der Anzeigetechnik führt zu farbigen Displays (Mirasol) und Hybriddisplays, die sich bei Bedarf zwischen einem konventionellen und einem E-Paper-Modus umschalten lassen.

### Barrierefreiheit
Für Menschen mit Sehbehinderung können E-Book-Reader Vorteile gegenüber gedruckten Büchern bieten. Viele Geräte bieten eine stufenweise Schriftvergrößerung und Auswahl der Schriftart an, wodurch eine angemessene Vergrößerung erreicht werden kann. Der Reader sollte auch eine Textdarstellung im Querformat zulassen, damit der Text beim Lesen unter Vergrößerung möglichst nur in eine Richtung (nach unten) abgerollt werden muss. Die häufig eingesetzten E-Ink-Displays sind weitgehend spiegelungsfrei und daher für blend-empfindliche Personen geeignet. Es sind Geräte erhältlich, die unter anderem solche Buchformate abbilden können, die gut zugänglich sind und eine volle Vergrößerung zulassen, beispielsweise ePUB, PDF, Mobipocket, HTML oder TXT, wobei nicht alle E-Books an die Vergrößerung angepasste Zeilenumbrüche zulassen.
Erst durch speziell konfigurierte E-books kann von barrierefreier Nutzung gesprochen werden. Dazu gehören unter anderem der Einsatz von Alt-Text bei Bildern und Grafiken, die Darstellung von Tabellen und die spezielle Gliederung der Dokumente.

### Kritik
Kritiker der E-Book-Reader sind der Meinung, dass Geräteklassen, die fast ausschließlich für einen Zweck nutzbar sind, zukünftig von Multifunktionsgeräten wie Smartphones oder Tablet-PCs, verdrängt würden. Die einfarbige Anzeige mindert zudem die Attraktivität dieser Displays für farbgebundene Medien wie Magazine oder auch Anzeigenwerbung, weshalb Tablet-Computer eine starke Konkurrenz zum klassischen E-Book-Reader seien.
Ein weiterer Kritikpunkt bestand darin, dass prinzipiell eine nachträgliche externe Veränderung von Inhalten oder ein externes Löschen von Dokumenten möglich sei. Das tat beispielsweise Amazon am 17. Juli 2009, indem Kindle-E-Books (darunter Animal Farm und Nineteen Eighty-Four von George Orwell) von den Geräten seiner Kunden gelöscht wurden, da dem Verleger die Rechte zur Veröffentlichung als E-Book fehlten. Nach Protesten verkündete der Amazon-Sprecher Drew Herdener, dass Derartiges in Zukunft nicht mehr vorkommen soll.
Durch die Heterogenität am Markt habe sich noch kein einheitliches Standard-Dateiformat für E-Books durchgesetzt, weshalb Inkompatibilitäten zwischen E-Books und den Lesegeräten gängig seien. Das wirke sich zunehmend auch auf die Absatzchancen einzelner Geräte aus. So erschienen mehrere Geräte trotz Produktankündigung nie auf dem Markt.
Ungeklärt ist weiterhin, ob die Möglichkeit bestehen wird, Buchdateien langzeitarchivieren und über Jahrzehnte hinweg auf mehreren Gerätegenerationen weiternutzen zu können. Bei Amazon werden kopiergeschützte Mobi-Dateien im hauseigenen AZW-Format für maximal sechs Endgeräte mit einer individuellen Nutzerkennung freigeschaltet. Die geräteunabhängige Langzeitnutzung dieser Dateien ist vom langfristigen Zugriff auf das Amazon-Kundenkonto abhängig und davon, ob sich dort dauerhaft Lizenzen für ältere E-Books verwalten lassen. Kopiergeschützte Dateien im ePub-Format lassen sich auf bis zu fünf Geräten unter einer Adobe-ID registrieren. Ob hier die Lizenzverwaltung über mehrere Versionen der Adobe Digital Editions hinweg möglich sein wird, dazu sind derzeit keine Informationen erhältlich. Lediglich bei Dateien ohne Kopierschutz (beispielsweise, wenn stattdessen Wasserzeichen verwendet werden) ist die geräteunabhängige Langzeitnutzung grundsätzlich möglich, sofern spätere Gerätegenerationen die alten Dateiformate unterstützen. Deutschsprachige E-Books im Format Epub werden bereits seit Jahren fast ausschließlich nur noch mit Wasserzeichen, nicht jedoch mit hartem Kopierschutz veröffentlicht. Solche E-Books sind unabhängig von Clouds auch auf lokalen Datenträgern abspeicherbar, so dass auch Löschungen aus der Cloud (beispielsweise durch den jeweiligen Online-Shop, der die Aufbewahrung oft nur für wenige Jahre garantiert) einer privaten E-Book-Bibliothek nichts mehr ausmachen können.

## Vor- und Nachteile gegenüber einem Buch
E-Book-Reader sind in vielen Größen und Formen herzustellen. Gegenüber gedruckten Werken auf Papier wird sehr wenig Platz beansprucht. Die Benutzer können üblicherweise Schriftgröße und Schriftart an die eigenen Vorlieben anpassen, was beispielsweise Legasthenikern zugutekommt. Die positiven Effekte hinsichtlich der Ökobilanz und Nachhaltigkeit greifen erst ab ungefähr 50 gelesenen Büchern pro Jahr. Ab dieser Menge an Büchern liegt ein Reader vor dem klassischen Buchdruck in der Nachhaltigkeit, denn „die Herstellung von 50 Druckwerken verbraucht über zehn Mal mehr Ressourcen als die Produktion eines E-Book-Lesegeräts“. Das Freiburger Öko-Institut kommt bei seiner Untersuchung auf 30 Bücher pro Jahr, um eine bessere Ökobilanz als ein Buch zu haben. Andere Arbeiten wägen die Ökobilanz danach ab, wie oft eine Publikation wieder gelesen wird, da bei häufig frequentierten Werke das gedruckte Buch einen niedrigeren Umwelteinfluss haben könnte. Generell seien E-Reader und Printausgaben als komplentär zu betrachten.
Die Nachteile gegenüber Druckmedien aus Papier sind die eher glatte Oberfläche, die Stör- und Streulicht reflektieren kann. Der Farbraum der farbigen Displays ist vergleichsweise eingeschränkt, die Farben sind meist nur aus einem bestimmten Blickwinkel zu erkennen. Durch Energiesparmechanismen der E-Book-Reader können auch Ghosting-Effekte auftreten.

## Marktentwicklung
Nach einer Studie von IDC vom März 2011 wurden weltweit im Jahr 2010 rund 12,8 Millionen E-Book-Reader verkauft; deutlicher Marktführer mit 48 Prozent Marktanteil 2010 sind die Amazon-Kindle-Modelle, gefolgt von Pandigital (Novel eReaders), Barnes & Noble (Nook und Nook color), Hanvon (WISEreader) und den Sony Readern. Dem gegenüber stehen 18 Millionen verkaufte Tablet-Computer. Nach einem Bericht des Marktforschungsunternehmens iSuppli (IHS) seien die Verkaufszahlen im Gegensatz zu denen von Tablets nach einem Höchststand 2011 von 23,2 Millionen wieder rückläufig (2012 14,9 Millionen).
Auf dem US-amerikanischen Markt zeigte sich nach einer Studie von Pew Research, die E-Book-Reader- und Tablet-Computer-Markt verglich, dass der Anteil derer, die einen Reader besitzen, zwischen November 2010 und Mai 2011 von 6 auf 12 Prozent der US-Bürger wuchs; der Anteil der Tablet-Besitzer stieg dagegen langsamer von 5 auf 8 Prozent. Etwa 3 Prozent der Amerikaner besitzen sowohl ein Tablet als auch einen E-Book-Reader.
Nach Angaben der Gesellschaft für Konsumforschung gab es Anfang 2012 in Deutschland gut fünf Millionen Lesegeräte. Marktführer ist der Kindle, der in 1,6 Millionen Haushalten vorhanden ist. Der Branchenverband BITKOM prognostiziert auf Basis einer Umfrage für 2013 in Deutschland 832.000 verkaufte Lesegeräte – nach 685.000 im Jahr 2012. Ursprünglich ging man 2012 noch von 800.000 verkauften E-Book-Readern aus und prognostizierte für das Jahr 2013 1,43 Millionen verkaufte E-Book-Reader. Das verringerte Wachstum führt BITKOM auf die gesteigerte Nachfrage nach Tablets zurück.
Der in Brooklyn ansässige Softwareentwickler Joey Castillo bietet im The Open Book Project einen mehrsprachigen, quelloffenen E-Book-Reader an. Der Entwicklungsfortschritt der Open-Source-Hardware ist über GitHub nachvollziehbar.

## Frühe Erwähnung fiktiver E-Reader
- Stanisław Lem führte bereits 1961 sogenannte Buchkristalle in seinem Roman Rückkehr von den Sternen (Transfer) ein.
- Frank Herbert erwähnte 1965 in seinem Science-Fiction-Roman Der Wüstenplanet ein fiktives Gerät, auf dem ein Buch gespeichert ist. Das Gerät bot bereits die Anpassung auf eine gut lesbare Schriftgröße und die oftmals typische Bedienung mit dem Tippen auf die eine oder andere Seite zum Blättern.[39]